# Der satanarchäolügenialkohöllische Wunschpunsch

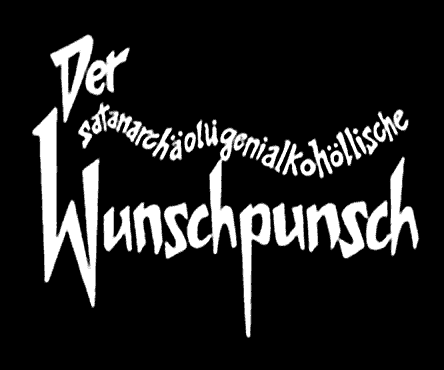
Kalligrafisch gestalteter Titel des Marionetten-Theaterstücks nach dem Buchtitel

Der satanarchäolügenialkohöllische Wunschpunsch (anhörenⓘ) ist ein Kinderbuch des deutschen Schriftstellers Michael Ende. Dieses Zaubermärchen über Umweltzerstörung erschien erstmals 1989 im Thienemann-Verlag und ist der letzte vollendete Roman des Autors. Die Illustrationen stammen von Regina Kehn.
Die Handlung spielt zu Silvester von fünf Uhr abends bis Mitternacht. Die Schwarzmagier Beelzebub Irrwitzer und Tyrannja Vamperl haben ihre Verpflichtungen an bösen Taten nicht erfüllt und drohen zur Hölle zu fahren. Um sich zu retten, brauen sie gemeinsam einen Zaubertrank, um bis Mitternacht möglichst viele Katastrophen zu verursachen. Der Kater Maurizio di Mauro und der Rabe Jakob Krakel, beide Spione des „Hohen Rates der Tiere“, erfahren davon und haben genauso viel Zeit, um das Unglück abzuwenden.
Das Buch wurde 1990 mit dem Schweizer Literaturpreis „La vache qui lit“ ausgezeichnet. Es gibt mehrere Inszenierungen, wie die des Deutschen Schauspielhauses und des Düsseldorfer Marionetten-Theaters von 1990 und der Berliner Kammeroper von 1995. Im April 2024 fand die Premiere der Inszenierung des Puppenspiels Am Schnürl in Kaufering statt. 
Die 52-teilige Zeichentrickserie Der Wunschpunsch von 2000/2001 basiert lose auf Motiven des Stoffes.

## Inhalt
Der böse Zauberer Beelzebub Irrwitzer hat sich vertraglich bei seinem Gönner und Namenspatron Beelzebub dazu verpflichtet, jedes Jahr eine vorgeschriebene Zahl an bösen Taten, wie Naturkatastrophen, Seuchen und andere Unglücke, zu vollbringen. In diesem Jahr allerdings gelingt es ihm nicht, sein Soll zu erfüllen, da ihm der Hohe Rat der Tiere auf der Suche nach der Ursache aller Unglücke den romantischen und naiven Kater Maurizio di Mauro als Spion in die Villa Albtraum, seinen Wohnort, geschickt hat. Dieser Kater zwingt ihn durch seine neugierige Art zu höchster Vorsicht. Ein Beamter der Hölle, Maledictus Made, erscheint daraufhin zu Silvester und droht mit einer „Pfändung“ Irrwitzers, falls dieser nicht bis Mitternacht sein Soll an bösen Taten erfüllt.
Auch die Tante des Zauberers, die Geldhexe Tyrannja Vamperl, hat mit ähnlichen Problemen zu kämpfen und bekam auch Besuch von Made. Der ihr zugeflogene ruppige Rabe Jakob Krakel ist ebenfalls ein Spion der Tiere, der es ihr unmöglich machte, ihre Aufgaben vor Jahresende zu bewältigen. In ihrer Verzweiflung schließen sich die beiden Magier am Silvesterabend zusammen und versuchen in den letzten Stunden des Jahres durch den mächtigen Wunschpunsch, der jeden ausgesprochenen Wunsch erfüllen kann, die noch fehlenden Unglücke zu vollbringen. Durch eine magische Umkehrwirkung des Trankes müssen sie den Trank nicht einmal vor den Tieren geheim halten, denn alle Wünsche werden in ihr Gegenteil verkehrt. Würde man jemandem also „fülliges schönes Haar“ wünschen, so fielen demjenigen als Ergebnis alle Haare aus.
Die Tiere belauschen die Magier, aber merken bald, dass sie vor Ort nichts mehr ausrichten können. So verlassen sie unbemerkt die Villa Albtraum und machen sich in der Stadt auf die Suche nach Hilfe. Als sie beim Münster ankommen, erinnert sich Jakob an eine Schwäche des Trankes: Wenn dieser beim ersten Ton der Neujahrsglocken nicht restlos ausgetrunken ist, funktioniert die Umkehrwirkung nicht mehr. So würden aus dem ganzen Unglück, das die Zauberer hervorrufen wollen, lauter Wohltaten werden, da ihre Wünsche nun wörtlich umgesetzt würden. Sie brauchen also einen solchen Glockenton. Nach der ersten Begeisterung wird Jakob jedoch rasch die Unmöglichkeit klar, da ein solcher Ton nur aus dem echten Neujahrsgeläut genau um Mitternacht stammen darf. Maurizio ist von diesem unerwarteten Hoffnungsschimmer dennoch begeistert und ignoriert alle Einwände und Warnungen Jakobs. Da der Münsterturm verschlossen ist, klettert er bei Dunkelheit und Sturm den vereisten Turm von außen hoch. Der skeptische Jakob folgt ihm nur deshalb, weil er sich um das Leben seines Freundes sorgt. Schließlich gelangen sie mit letzter Kraft in den Glockenstuhl, wo sie ohnmächtig werden. Als sie erwachen, sehen sie sich zu ihrer Überraschung dem heiligen Silvester gegenüber, der wie jedes Jahr aus dem Jenseits erschienen ist, um die Glocken zu läuten. Da für ihn als Heiligen ja Raum und Zeit keine Rolle spielen, kann er den Tieren vorzeitig einen eingefrorenen Ton des Mitternachtsgeläutes geben, obwohl dieser erst um Mitternacht erklingen wird. Damit ist die letzte Aufgabe, die die Tiere meistern müssen, diesen Ton in den Trank zu geben, ohne dass die Zauberer es bemerken.
Dies gelingt ihnen auch ganz knapp, auch weil ihnen der Heilige ermöglicht, mit dem Glockenton in Schallgeschwindigkeit zurück zur Villa Albtraum zu fliegen. Die Zauberer beginnen ihr beabsichtigtes Werk und wünschen der Welt mit jedem Trinkzug vom Wunschpunsch alles möglich Gute. Dieser Punsch ist allerdings stark alkoholisch. Kurz vor Mitternacht beschließen sie, bereits sturzbetrunken, noch ihren beiden Haustieren „etwas Gutes zu wünschen“. Die beiden Tiere werden dadurch vollkommen gesund und bekommen zusätzlich ihre Lebenswünsche erfüllt. Die Zauberer sind verdutzt, aber zu betrunken, um zu begreifen, was passiert ist. Während der Rabe und der Kater aus dem Haus fliehen, versuchen sich die Zauberer nun gegenseitig mittels des Wunschpunsches zu verfluchen, was aber gründlich misslingt. Als ihnen wenige Sekunden vor Mitternacht endlich dämmert, was vor sich geht, ist es zu spät. Der Punsch ist aufgebraucht, und sie fallen in ein tiefes Alkohol-Koma.
Nach Mitternacht pfändet Maledictus Made die Seelen der Zauberer, während der Rabe und der Kater draußen überglücklich ihre Zukunft planen und zusehen, wie die Welt, ohne zu wissen, woher plötzlich all ihr Glück für das nächste Jahr kam, in eine glänzende Zukunft geht.

### Figuren
Hinweis: Die Angaben zu den Figuren beziehen sich, wenn nicht anders angegeben, auf die Hardcover-Ausgabe im Thienemann-Esslinger Verlag, 12. Auflage 2016 
- Der Geheime Zauberrat Beelzebub Irrwitzer, Personifikation der Wissenschaft und der durch den Menschen verursachten Zerstörung der Umwelt, ist 187 Jahre alt und damit für seinesgleichen verhältnismäßig jung. Nach der Beschreibung im ersten Kapitel ist er groß und hager. Er trägt einen seidenen Schlafrock in seiner Lieblingsfarbe Giftgrün. Sein Kopf ist kahl, sein Gesicht mit abstehenden Ohren, Hakennase und schmallippigem Mund ist verschrumpelt „wie ein vertrockneter Apfel.“ Er trägt eine schwarzrandige Brille mit flaschenbodendicken Gläsern. Der Zauberer ist benannt nach seinem Gönner, dem Teufel Beelzebub, dem Minister der Äußersten Finsternis.[2]
- Die Geldhexe Tyrannja Vamperl (Tante Tyti), Allegorie des Kapitalismus und der Ausbeutung, ist beinahe 300 Jahre alt, aber „immer noch beruflich äußerst aktiv.“ Nach der Beschreibung in den Kapiteln Sechs Uhr fünfunddreißig und Sechs Uhr vierzig ist sie „buchstäblich so hoch wie breit.“ Sie trägt ein schwefelgelbes Abendkleid mit schwarzen Streifen. Ihre Lieblingsfarbe ist Schwefelgelb. Ihr „Mopsgesicht“ mit Tränensäcken und Hängebacken ist übermäßig stark geschminkt, und sie trägt enorm viel Schmuck. An der Krempe ihres riesigen Hutes baumeln überdies hunderte Münzen. Statt einer Handtasche trägt sie einen kleinen Tresor bei sich. Ihr Gönner ist Mammon, der Infernalische Finanzminister.[3]
Ende habe bei dieser Figur an eine schreckliche Wohltätigkeitstante aus den USA gedacht, so Anton Bachleitner, der den Wunschpunsch für das Marionettentheater inszenierte.[4]
- Der junge dreifarbige Kater Maurizio di Mauro ist ein Spion des „Hohen Rates der Tiere“. Er ist in seiner Zeit bei Irrwitzer allerdings kugelrund und träge geworden und hat seinen Auftrag vernachlässigt. Er ließ sich täuschen und hält Irrwitzer zuerst für einen „Wohltäter der Tiere“. Eigentlich nur ein gewöhnlicher Straßenkater namens Moritz, träumt er davon, ein Sänger aus alter adeliger neapolitanischer Familie zu sein.[5]
- Der pessimistische alte Rabe Jakob Krakel ist ebenfalls ein Spion des „Hohen Rates der Tiere“, und zwar bei Tyrannja Vamperl. Bei seinem ersten Auftritt im Kapitel Sechs Uhr fünf erscheint er ziemlich mitgenommen wie eine große Kartoffel, „… in die jemand kreuz und quer ein paar schwarze Federn gesteckt hat.“ Er klärt Maurizio über den wahren Charakter Irrwitzers auf.[6]
- Der höllische Gerichtsvollzieher Maledictus Made ist nach der Beschreibung im Kapitel Fünf Uhr elf ein in schwarz gekleideter Beamter mit Mantel, Hut und Handschuhen. Sein Gesicht ist bleich, seine Augen sind farblos und er hat keine Augenlider. Von der Erfüllung seines Auftrags erwartet er sich eine Beförderung zum „Quälgeist mit eigenem Ressort“.[7]
- Die Statue des Papstes Sankt Silvester (ältere Ausgaben: Sankt Sylvester[8]) wird jedes Jahr zu dessen Namenstag lebendig: Dann läutet er zu Mitternacht die Glocken des Münsters. Er ist nach der Beschreibung im Kapitel Neun Uhr fünfundvierzig ein feingliedriger alter Herr in einem goldbestickten Mantel mit Bischofsmütze und Hirtenstab. Seine Brauen sind buschig weiß und die Augen wasserblau.[9]

### Titel, Gliederung und Gestaltung
Das Wort satanarchäolügenialkohöllisch ist ein Kofferwort aus den Wörtern Satan, Anarchie, Archäologie, Lüge, genial, Alkohol und höllisch. Einigen Wörtern kommen dabei eine besondere Bedeutung im Buch zu. So hat der Umstand, dass der Trank alkoholisch ist, zur Folge, dass der Zauberer und die Hexe zum Schluss extrem betrunken sind und nicht merken, dass die wichtige Umkehrwirkung des Trankes nicht wirkt. Die Umkehrwirkung selber wird mit dem Wort „Lüge“ zum Ausdruck gebracht.
Das Buch spielt zwischen fünf Uhr nachmittags und Mitternacht des Silvestertages. Schauplätze sind die Villa Albtraum und das Münster der Stadt. Die 52 Kapitel haben keine Namen, sondern sind nach Uhrzeiten eingeteilt; sie entsprechen zusätzlich den normalerweise 52 Wochen eines Jahres, zu dessen Ende die Handlung spielt. Bei ruhiger Lesegeschwindigkeit und ohne Störung ist es möglich, den Roman in Echtzeit zu lesen. Damit wird der Zeitdruck verdeutlicht, der auf allen Charakteren der Geschichte lastet. Zum einen sind da die beiden Zauberer, die rechtzeitig vor dem nächsten Jahr das fünf Meter lange Rezept zum Brauen des Wunschpunsches abarbeiten müssen. Dabei behindern sie sich gegenseitig, da sie, bedingt durch ihren bösen Charakter, immer wieder versuchen, sich gegenseitig auszubooten, und dabei wertvolle Zeit verlieren. Auf der anderen Seite stehen Kater und Rabe, die rechtzeitig einen Weg finden müssen, um das große Unglück zu verhindern, ohne wirklich zu wissen wie. Zusätzlich haben die beiden noch mit Problemen wie dem Übergewicht des Katers und den chronischen Krankheiten des Raben zu kämpfen.
Die bereits für die Erstausgabe angefertigten Illustrationen stammen von Regina Kehn.

### Interpretation
Beelzebub Irrwitzer und Tyrannja Vamperl pflegen eine über Jahre vertiefte Abneigung; Maurizio und Jakob sind als Kater und Rabe „natürliche Feinde“. Die Zusammenarbeit der Magier auf der einen und der Tiere auf der anderen Seite kommt nur aus Notwendigkeit zustande. Während die Tiere im Verlauf der Handlung Freunde werden und ihre Aufgabe meistern, scheitern die Zauberer an ihrem unüberwindbaren Misstrauen. Wissenschaft, Wirtschaft und akademische Bildung werden negativ dargestellt: Die akademische Karriere Irrwitzers, dargestellt in Urkunden und Auszeichnungen, hat diesen eingebildet und anmaßend werden lassen. Die finanziellen Möglichkeiten Vamperls lassen diese glauben, alles und jeden kaufen zu können. Auch die Namen der beiden Magier sprechen für sich: „Beelzebub“ ist nach seinem „Gönner“ benannt, „Tyrannja“ klar verwandt mit dem Wort Tyrann. Irrwitzer steht für seinen dem menschlichen Verstand widersprechenden Charakter, Vamperl könnte sich beziehen auf Vampir, Vamp oder (kleine) Wampe. Auch andere Namen haben eine Bedeutung: Die Namen von Irrwitzers Eltern, Asmodeus und Lilith, stammen aus der Dämonologie, der Name des höllischen Beamten, Maledictus („der schlecht sprechende, fluchende“), ist sozusagen die „höllische“ Form des Heiligennamens Benedictus („der gut sprechende, segnende“).
Die speziell gegen Menschen gerichtete „Angstbarriere“ um die Villa Albtraum und den Toten Park ist ein psychologisch unterlegtes phantastisches Motiv. Die mit zahlreichen Anspielungen gespickten Dialoge der Magier sind von Bosheit, Gier und Machtwillen bestimmt. Wortkaskaden und Beschreibungen von Wahngebilden während der Zubereitung des Trankes unterstreichen den wachsenden Irrsinn. Als im Kapitel Neun Uhr fünfzehn gewöhnliches Bewusstsein nicht mehr ausreicht, gebrauchen beide eine Rauschgiftspritze (siehe auch den Abschnitt Anspielungen).
In einem Korridor der Villa Albtraum befindet sich Irrwitzers „Naturkundemuseum“, eine Sammlung von tausenden hypnotisierten Elementargeistern in Einmachgläsern. Dies erinnert, nach Stefan Neuhaus, an das Märchen Das kalte Herz, in dem der Holländer-Michel, ebenfalls in Gläsern, Menschenherzen aufbewahrt. Dem Gerichtsvollzieher Maledictus Made gegenüber führt Irrwitzer aus, dass Elementargeister die ersten waren, die gegen ihn Verdacht geschöpft hatten. Eines der gefangengehaltenen Wesen ist die Karikatur eines Literaturkritikers, das sogenannte Büchernörgele (siehe auch den Abschnitt Anspielungen).
Die in Titeln unerfahrenen Tiere sprechen den aus dem Jenseits zurückgekehrten Papst Silvester I. mit „Monsignore“ und „Hochwürden“ an. Die korrekte Anrede für einen Papst wäre „Heiliger Vater“ oder „Eure Heiligkeit“ gewesen.

#### Anspielungen

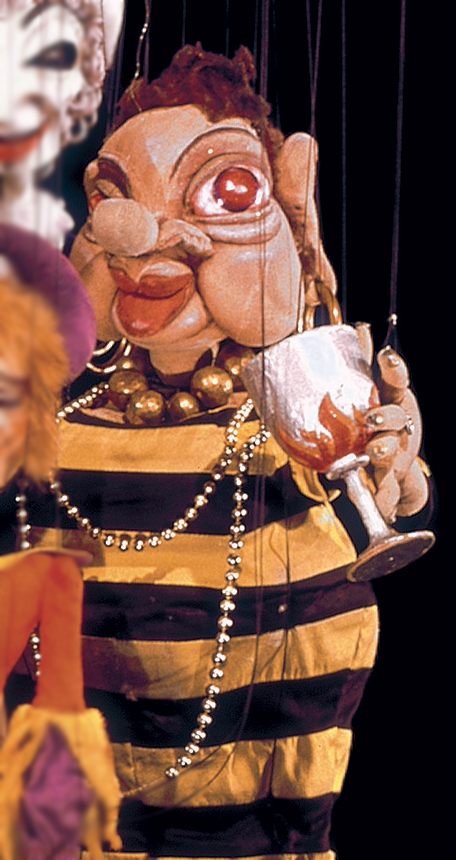
Tyrannja-Marionette mit Trinkkelch

Die Bezeichnung „Wunschpunsch“ für den Zaubertrank spielt sowohl auf „gute Vorsätze“ und Neujahrswünsche an als auch auf den traditionellen Silvesterpunsch.
Jakob Krakels erster Auftritt ist eine humoristische Anspielung auf Edgar Allan Poes berühmtes Gedicht Der Rabe.
Ein von Irrwitzer gefangenes Wesen ist das sogenannte Büchernörgele, ein besonders scheußliches kleines Monster, […] im Volksmund auch Klugscheißerchen oder Korinthenkackerli genannt. Diese kleinen Geister verbringen normalerweise ihr Dasein damit, dass sie an Büchern herumnörgeln. Im Kapitel Zehn Uhr vierzig, als Irrwitzer kurzfristig die magische Beherrschung über die Villa verliert, bricht es gemeinsam mit den anderen Elementargeistern aus. In einer Illustration Regina Kehns, die ein Zitat des Delacroix-Gemäldes Die Freiheit führt das Volk ist, trägt es die Züge des Literaturkritikers Marcel Reich-Ranicki. Dieser hatte die Bemühungen Endes, auch als Autor für Erwachsene wahrgenommen zu werden (Beispiel: Der Spiegel im Spiegel), ignoriert und auch im Juni 1989 eine Einladung des Thienemann-Verlags, an einem „Geburtstagsalbum“ mitzuwirken, mit der Begründung abgelehnt, dass ihm das Werk dieses Autors nicht bekannt sei. In seiner Kolumne in der Frankfurter Allgemeinen Sonntagszeitung vom 4. März 2007 antwortete Reich-Ranicki auf eine Leserfrage, ob er Ende diesen Angriff übelnehme, folgendermaßen: Nein, nicht im Geringsten. Im Gegenteil, ich habe Verständnis für seinen Zorn, denn ich habe ihn nie erwähnt, ja nicht einmal gelesen und werde ihn bestimmt auch in Zukunft nicht lesen.
1995 brachte der Eichborn Verlag eine quietschende Figur aus Gummi mit dem Namen „Büchernörgeli“ heraus, die ebenfalls Reich-Ranicki karikierte – an dieser Darstellung sind antisemitische Stereotype kritisiert worden, u. a. 2008 im Rahmen einer Sonderausstellung des Jüdischen Museums Berlin.
Im Kapitel Neun Uhr fünfzehn spritzt Irrwitzer sich und seiner Tante zwecks einer Reise in die vierte Dimension eine „farblose Flüssigkeit“ aus einer Flasche, deren Etikett mit „Luzifers Salto Dimensionale“ beschriftet ist – eine Anspielung auf die Droge LSD.
Im Haus des Zauberers ist eine „Aua-Uhr“ zu finden, die entfernt an eine Kuckucksuhr erinnert.

## Hintergrund
Im Frühling 1988 war der Autor durch Fehlentscheidungen seines Steuerberaters und Generalbevollmächtigten hoch verschuldet. Der Thienemann-Verlag unterstützte Ende finanziell, im Gegenzug gab dieser dem Verlag die alleinigen Veröffentlichungs- und Nebenrechte seiner Schriften. Ende wusste, dass sein nächster Roman ein Erfolg werden musste. Entgegen seinen Gepflogenheiten schrieb er diesen in nur wenigen Monaten, zugleich war es das erste Kinderbuch, das ohne die Mitarbeit seiner verstorbenen Frau Ingeborg Hoffmann entstand. Obwohl ihm das Manuskript noch unfertig erschien, stimmte er auf Drängen des Verlags am 2. Juli 1989 der Veröffentlichung zu.
Nach Endes Biografin Birgit Dankert habe dieser zu Beginn der 1960er Jahre „für einen ‚schwäbischen‘ Sender“ ein „bayerisches Kinderhörspiel“ verfasst (Die Botschaft der Eisheiligen, Sendung 1962). Darin fangen die Zauberer Sparifankolos und Schlawuzius den Wind Sauserl, der die Natur vor den Eisheiligen im Mai warnt. Sauserl wird schließlich von einem Kater und einem Raben befreit. Einige der Figuren und Handlungsabläufe übernahm Ende in den Wunschpunsch. Der Leiter des Düsseldorfer Marionetten-Theaters Anton Bachleitner erwähnt in einem Interview ebenfalls ein Hörspiel (1961 verfasst für den Süddeutschen Rundfunk). Daraus sollte ein Stück mit dem Arbeitstitel „Der Zauberpunsch“ werden. Dazu kam es jedoch erst auf Basis des später erschienenen Romans.
Der 1989 erschienene Satanarchäolügenialkohöllische Wunschpunsch ist der letzte vollendete Roman des Autors. Ende sagte 1990 in einem Gespräch mit Joachim Fuchsberger: Es ist vielleicht von allen Büchern, die ich bis jetzt geschrieben habe, das spaßigste, obgleich es eigentlich ein sehr ernsthaftes Thema behandelt, nämlich unsere ganze Umweltzerstörung.

## Übersetzungen
Es existieren Übersetzungen ins Arabische, Chinesische, Dänische, Englische, Estnische, Finnische, Galicische, Griechische, Hebräische, Italienische, Japanische, Katalanische, Koreanische, Niederländische, Norwegische, Polnische, Portugiesische, Russische, Schwedische, Slowenische, Spanische, Tschechische, Türkische und Ungarische.

## Adaptionen

### Theater
Bereits 1990 wurde Der satanarchäolügenialkohöllische Wunschpunsch in einer Theaterfassung im Deutschen Schauspielhaus Hamburg uraufgeführt. Regie führte Götz Löpelmann. Am 6. Dezember 1990 fand im Düsseldorfer Marionetten-Theater die Figurentheater-Uraufführung statt, bei der Ende als Ideengeber mitwirkte und deren Inszenierung zur bislang meistgespielten des Puppentheaters wurde. Im April 2024 fand die Premiere der Inszenierung des Puppenspiels Am Schnürl in Kaufering statt.

### Hörbuch und Fernsehserie
Das Buch wurde zudem von Karussell als Hörbuch in drei Teilen umgesetzt (Erzähler: Michael Ende). Eine Hörspielfassung wurde u. a. mit Thomas Piper (in der Rolle des Raben Jakob Krakel) und Grete Wurm (in der Rolle des Katers Maurizio di Mauro) 1991 vom WDR produziert. Die erste Episode der 52-teiligen Zeichentrickserie Der Wunschpunsch (2000–2001) basiert frei auf dem Roman und unterscheidet sich in einigen Punkten: So tritt der Fluch wie vorgesehen in Kraft und der „Hohe Rat der Tiere“ hilft bei der Bekämpfung. Dieser „Hohe Rat“ wird im Buch nur erwähnt, ohne auf seine Zusammensetzung einzugehen. Da zu wenig Zeit bleibt, verzichten Jakob und Maurizio auf eine Meldung und handeln selbstständig (siehe auch: Der Wunschpunsch#Unterschiede zur Vorlage).

### Oper
Caspar René Hirschfeld schrieb eine Oper nach Endes Roman. Das Libretto dazu stellte er mit Endes Zustimmung selbst zusammen; die Liedtexte schrieb Stephan Sprenger. Die Oper entstand im Auftrag der Berliner Kammeroper und wurde 1995 im Theater an der Parkaue Berlin uraufgeführt. Es war in der damals 15-jährigen Geschichte der Berliner Kammeroper das erste Werk, das aufgrund des großen Erfolges in der Folgespielzeit eine Wiederaufnahme erlebte.

## Sonstiges
Michael Endes Nachlass liegt im Deutschen Literaturarchiv Marbach. Das Manuskript von Der satanarchäolügenialkohöllische Wunschpunsch ist dort im Literaturmuseum der Moderne in Marbach in der Dauerausstellung zu sehen.
Die Figur des Raben Jakob Krakel zeigt auffällige Parallelen zu einer Tiergeschichte von Manfred Kyber. Dort wird ein alter Rabe namens Jakob Krakel-Kakel von seiner Frau im Nest der Polygamie, also Untreue, bezichtigt; aus Rache versucht er, ihr ein Kuckucksei unterzuschieben. Ende erwähnt 1974 in einer Aufzählung seiner wichtigsten Kindheitslektüren auch die Märchen und Gesammelten Tiergeschichten von Manfred Kyber, die er „immer wieder“ gelesen habe. Endes Jakob Krakel verhält sich ebenfalls polygam wie Kybers Rabe; der Glockenton, den er in den Wunschpunsch wirft, ist möglicherweise eine Anspielung auf das Kuckucksei. Weiterhin finden sich andere, wenn auch weniger offensichtliche Parallelen zu Charakterzügen und Motiven in Manfred Kybers Geschichten. So gibt es dort etwa ein Kaninchen, das aus ärmlichen Verhältnissen stammt; seine Frau ist etwas begriffsstutzig, hält Tradition und Vornehmheit hoch; eine mentale Entwicklung schlägt sich in einer Veränderung der Fellfarbe nieder. All dies sind Charaktereigenschaften und Motive, die auch bei Maurizio di Mauro anzutreffen sind. Weitere Parallelen lassen sich erahnen (Kongress der Regenwürmer als Rat der Tiere, Hörbarkeit von Glockentönen u. a.).

## Ausgaben
- Der satanarchäolügenialkohöllische Wunschpunsch, mit Illustrationen von Regina Kehn, Thienemann Verlag, Stuttgart 1989, ISBN 3-522-16610-8.
- Der satanarchäolügenialkohöllische Wunschpunsch, K. Thienemann’s Verlag in Stuttgart – Wien 1989 (Lizenzausgabe für Buchklubs). Titel Nr. 03050
- Der satanarchäolügenialkohöllische Wunschpunsch, Thienemann-Esslinger Verlag GmbH, Stuttgart, 12. Auflage 2016, ISBN 978-3-522-17948-5.